# Białomącze
Białomącze (do 1945 Sonnemühle) – część miasta Goleniowa, położona ok. 2 km na południe od centrum miasta, przy drodze powiatowej prowadzącej do Stargardu, nad strugą Wiśniówką, na skraju Równiny Goleniowskiej i Równiny Nowogardzkiej.
W XIX w. w osadzie oprócz zagród mieszkalnych znajdował się młyn położony przy Wiśniówce. Do młyna należało 26 mórg ziemi. Młyn oprócz przeróbki zboża pełnił funkcje tartaku.
Obecnie w Białomączu znajduje się tylko jedna zagroda (budynek dawnego młyna).